# Poggendorffs illusion

Poggendorffs illusion

Poggendorffs illusion är en optisk illusion som påverkar hjärnans perception att tolka förhållandet mellan diagonala linjer, tillsammans med vågräta och lodräta referenser. Illusionen har fått namn efter Johann Christian Poggendorff som upptäckte den i en teckning föreställandes Zöllners illusion som Johann Karl Friedrich Zöllner 1860 skickade till Poggendorff, i dennes roll som dåvarande redaktör för Annalen der Physik und Chemie.
På bildens vänstra halva återfinns två olikfärgade diagonala linjer (en blå och en röd) som är delvis täckta av en grå rektangel. Den svarta linjen till vänster förefaller att vara i linje med den blå linjen, men i bildens högra halva syns det tydligt att den röda linjen istället ligger i den svarta linjens förlängning. Det finns olika teorier om varför detta fenomen uppstår, men exakt vad som orsakar illusionen är ännu inte känt.